# Романовка (Шенталинский район)
Романовка (чув. Канаш) — посёлок в Шенталинском районе Самарской области. Административный центр сельского поселения Канаш.

## География
Находится на расстоянии примерно 6 километров по прямой на северо-запад от районного центра станции Шентала.

## История
Основан в конце XIX века чувашскими переселенцами из Канаша (Чувашской Республики). Нынешнее название связано с одним из первопоселенцев. В начале 1930-х годов был организован совхоз животноводческого направления, приехало работать много людей разных национальностей.

## Население
Постоянное население составляло 957 человек (русские 41 %, чуваши 34 %) в 2002 году, 867 человек в 2010 году.